# Barra de suport

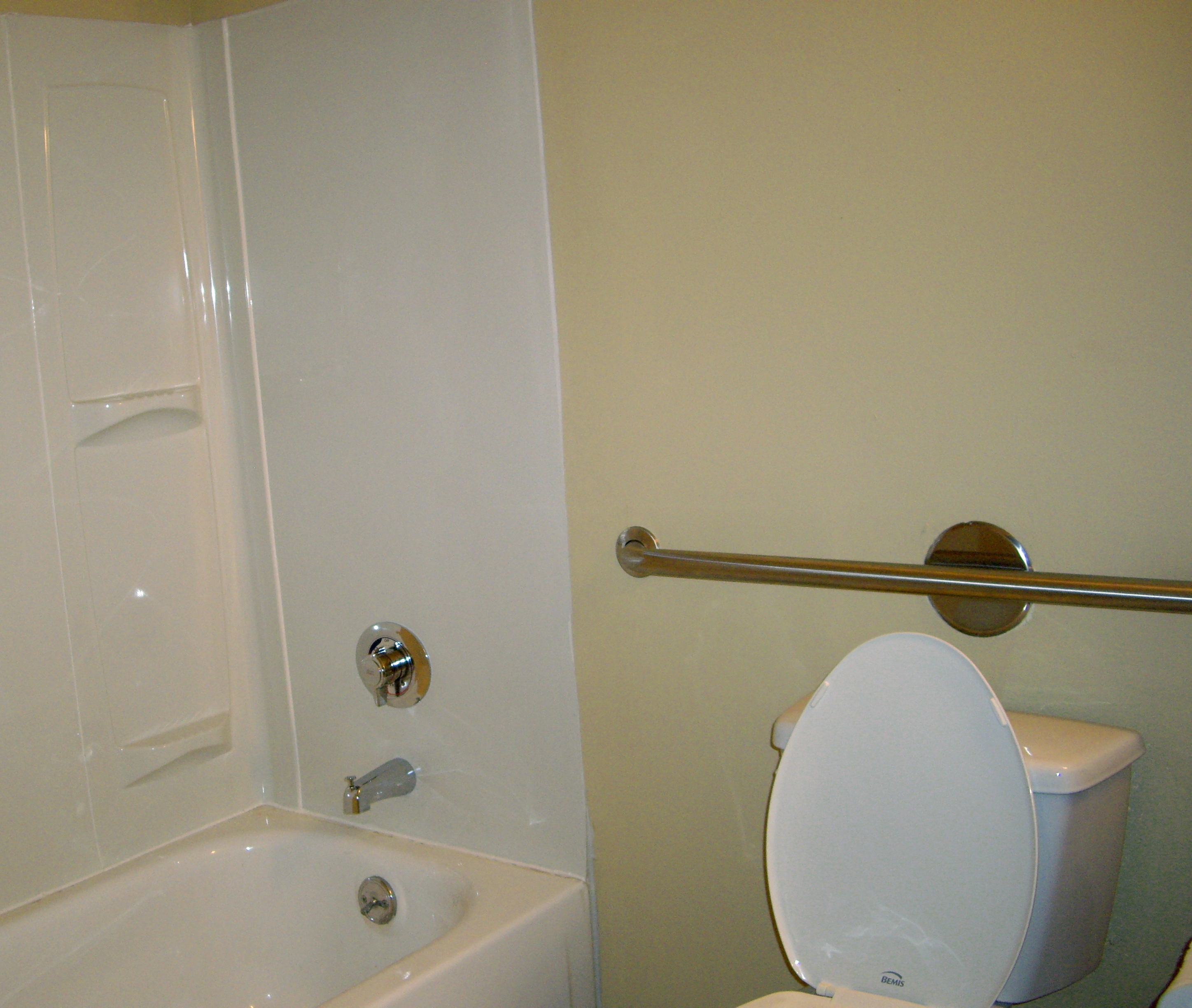
Barra de suport muntada en un vàter

Les barres de suport o anses d'ajuda, són uns dispositius de seguretat dissenyats per permetre a una persona d'edat o mobilitat reduïda, mantenir l'equilibri, disminuir la fatiga mentre està dreta, aguantar una mica del seu pes mentre fa maniobres o simplement per tenir alguna cosa on agafar-se per evitar una caiguda. Un cuidador pot utilitzar la barra de suport com a ajuda en transferir un pacient d'un lloc a un altre, per exemple com a sosteniment mentre el posa de la cadira de rodes al vàter o en sentit invers-

## Construcció
Les anses d'ajuda han de suportar càrregues elevades i impactes sobtats, i la majoria de les jurisdiccions tenen normes de construcció que especifiquen quines càrregues han de suportar. Generalment es munten en parets de mamposteria, i si es tracta d'envans prims, cal reforçar-los especialment. Es poden muntar penjant del sostre o en un mur o paret fort de fusta o un altre membre estructural, però no es poden muntar només cargolades directament a un tauler de contraplacat o pladur, sense una gruixuda placa metàl·lica de reforç a l'altra banda, ja que no suportaria el pes dels usuaris.
Les barres de suport solen ser de metall, plàstic, fibra de vidre i material compòsit. Per a zones humides com les cambres de bany, el material ha de ser a prova d'aigua com: acer inoxidable, acer al carboni recobert de niló, alumini recobert d'epoxi, plàstic ABS, o fins i tot de metall recobert de plàstic o vinil.

## Accessibilitat

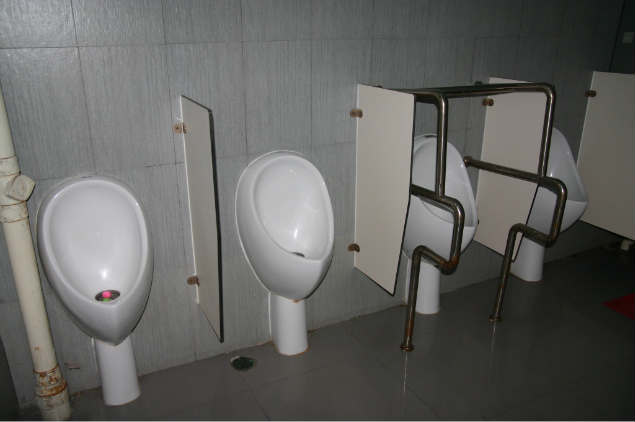
Urinaris amb barres de suport per a usuaris amb mobilitat reduïda.

Les barres de suport augmenten l'accessibilitat i la seguretat per a les persones amb dificultats de motores diverses o de mobilitat reduïda. Tot i que es veuen sovint a les parades de vàter públics per a gent amb cadira de rodes, les barres de suport també s'utilitzen en cases particulars, instal·lacions assistencials, hospitals i residències d'avis. Les barres de suport s'instal·len bastant freqüentment al costat d'un vàter o d'una caixa de dutxa o banyera.
Algunes barres de suport també tenen un llum nocturn que ofereix una mica més de seguretat a la nit quan s'utilitza el vàter.

### Ubicacions
Moltes administracions regulen la col·locació de barres en els banys públics (American ADA Arxivat 2019-10-08 a Wayback Machine., British Doc M regs).
- Les barres instal·lades al costat d'un vàter ajuden a les persones que utilitzen una cadira de rodes a pode seure al vàter i després seure una altra vegada a la cadira. També serveixen d'ajuda a les persones que tenen dificultats per asseure’s, o tenen problemes d'equilibri mentre s'asseuen o bé necessiten ajuda per sortir d'una posició asseguda.
- A la dutxa o a la banyera, les barres de suport ajuden a mantenir l'equilibri en peu o a la maniobra, ajuden a la transferència cap a dins i fora del recinte, i generalment ajuden a evitar o mitigar les caigudes.
- Les barres de fixació de pis a sostre o pals de seguretat es poden utilitzar al dormitori per ajudar-se a baixar del llit o a aixecar-se de la cadira o per ajudar els cuidadors assistir als discapacitats.

Les barres de suport s'utilitzen sovint juntament amb altres dispositius mèdics per augmentar la seguretat. Per exemple, una ansa d'ajuda afegida a una dutxa s'utilitza sovint amb una cadira de dutxa i un capçal de mà. Les barres de fixació instal·lades per una porta s'acostumen a afegir a prop d'una barana. A més, es poden col·locar barres de suport en qualsevol paret on es necessiti suport addicional, encara que no sigui el "lloc habitual" on s'utilitzen.

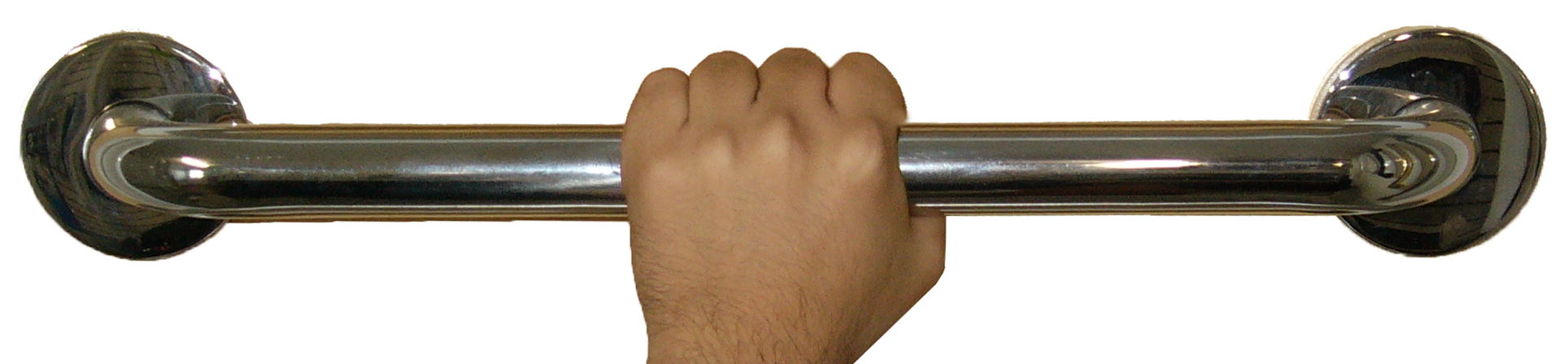
Les anses d'ajuda redueixen les caigudes
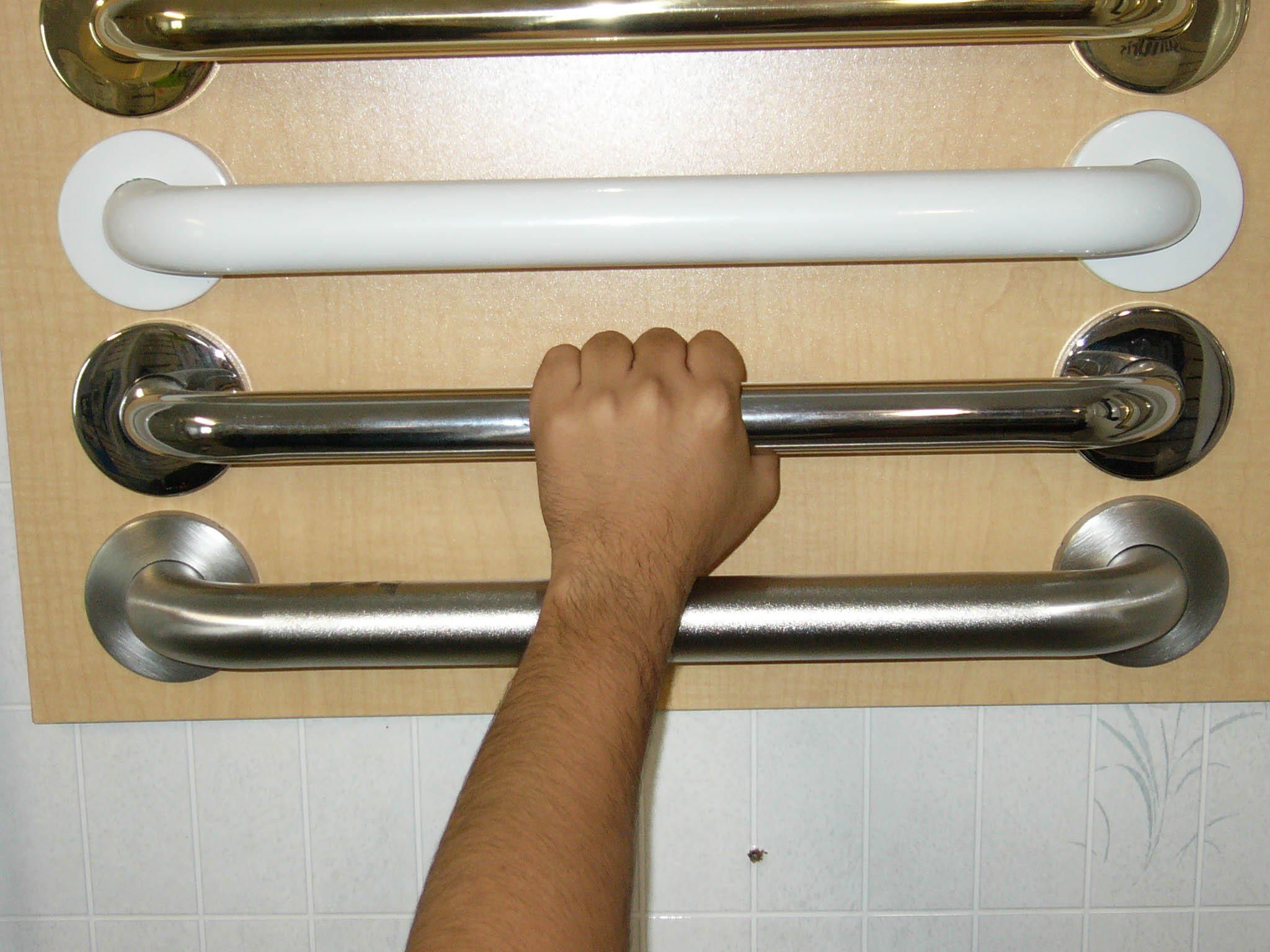
Anses d'ajuda de diferents materials i colors

### Posicions
Les barres de suport es poden instal·lar en diferents posicions:
- Les barres verticals poden ajudar a mantenir l'equilibri mentre s'està dret.
- Les barres horitzontals ofereixen assistència al seure o per agafar-se en cas de relliscades per evitar caure.
- Algunes barres de suport poden instal·lar-se en un cert angle, segons les necessitats de l'usuari i on es posicionin. Les barres de suport instal·lades horitzontalment ofereixen la màxima seguretat i cal tenir molta cura a l'hora d'instal·lar-les en angle, en contra de les directrius ADA. Sovint, aquesta instal·lació inclinada és més fàcil per a les persones que es volen separar d'una posició asseguda.

Hi ha moltes consideracions a l'hora de decidir quina barra de suport utilitzar i la millor manera d'instal·lar-la. El muntatge adequat d'una ansa d'ajuda és important perquè no s'arrenqui de la paret quan se li aplica una força. Cada instal·lació ha d'estar correctament protegida en bloqueigs de paret per proporcionar el millor suport. Si no hi ha espatlles disponibles, es poden fer servir reforços específics per repartir les forces sobre una zona més ampla de la paret.

### Directrius ADA
La Llei de 1990 sobre els americans amb discapacitats de les Directrius d'accessibilitat d'edificis i instal·lacions (ADAAG) defineix els requisits per a la instal·lació de barres de suport en instal·lacions de bany públic i banys particulars. Les directrius es basen en una investigació substancial sobre la col·locació més adequada de les barres de suport.
El següent és un subconjunt de les directrius sobre barres de suport de l'ADA: 
- El diàmetre de les barres de suport ha de ser d'1 a 1½ polzada (32-38) mm) (o la forma ha de proporcionar una superfície equivalent de la zona d'agafar)
- Hi ha d'haver una polzada (38 mm) mm) de distància a la paret.
- Les barres de suport han d'estar fixes i no han de girar en els seus suports.
- L'alçada de muntatge necessària 33 to 36 polzades (840–910 mm) des de la part superior de la superfície d'adherència de la barra d'adherència fins al sòl d'acabats. Normes ADA 2010 DOJ 2010 609.4.
- Les barres de suport a l'estil ADA i els seus dispositius de muntatge han de suportar més de 250 lliures (1112 N) de força.
- En els vàters públic, les barres laterals han de tenir un mínim de 42 polzades de longitud i muntar-se a 12 polzades de la paret posterior, i les barres posteriors han de tenir un mínim de 36 polzades de llarg i estar a un màxim de 6 polzades de la paret lateral.

### Estils
Si bé les directrius ADA proporcionen especificacions sobre la col·locació de barres de suport en llocs públics, no defineixen cap estil específic. La normativa britànica Doc M especifica un contrast mínim entre barres i la paret del fons. Moltes instal·lacions públiques opten per les barres més barates, que solen tenir un aspecte institucional. No obstant això, les barres de suport estan disponibles en molts estils, acabats i colors. Els fabricants han començat a entendre la necessitat de combinar-les amb la decoració de la llar, oferint barres de suport de diferents estils i acabats. Per a la llar, no cal que les barres de suport siguin compatibles amb l'ADA, però s'han de tenir en compte aquestes pautes. A part de les barres de suport rectes i fixes, hi ha barres plegables, les que es fixen al costat de la banyera, barres en forma de L, en forma d'U i en angle. Les barres de suport també es fan amb il·luminació LED integrada i poden ser de molts colors diferents.

## A la indústria i a la construcció

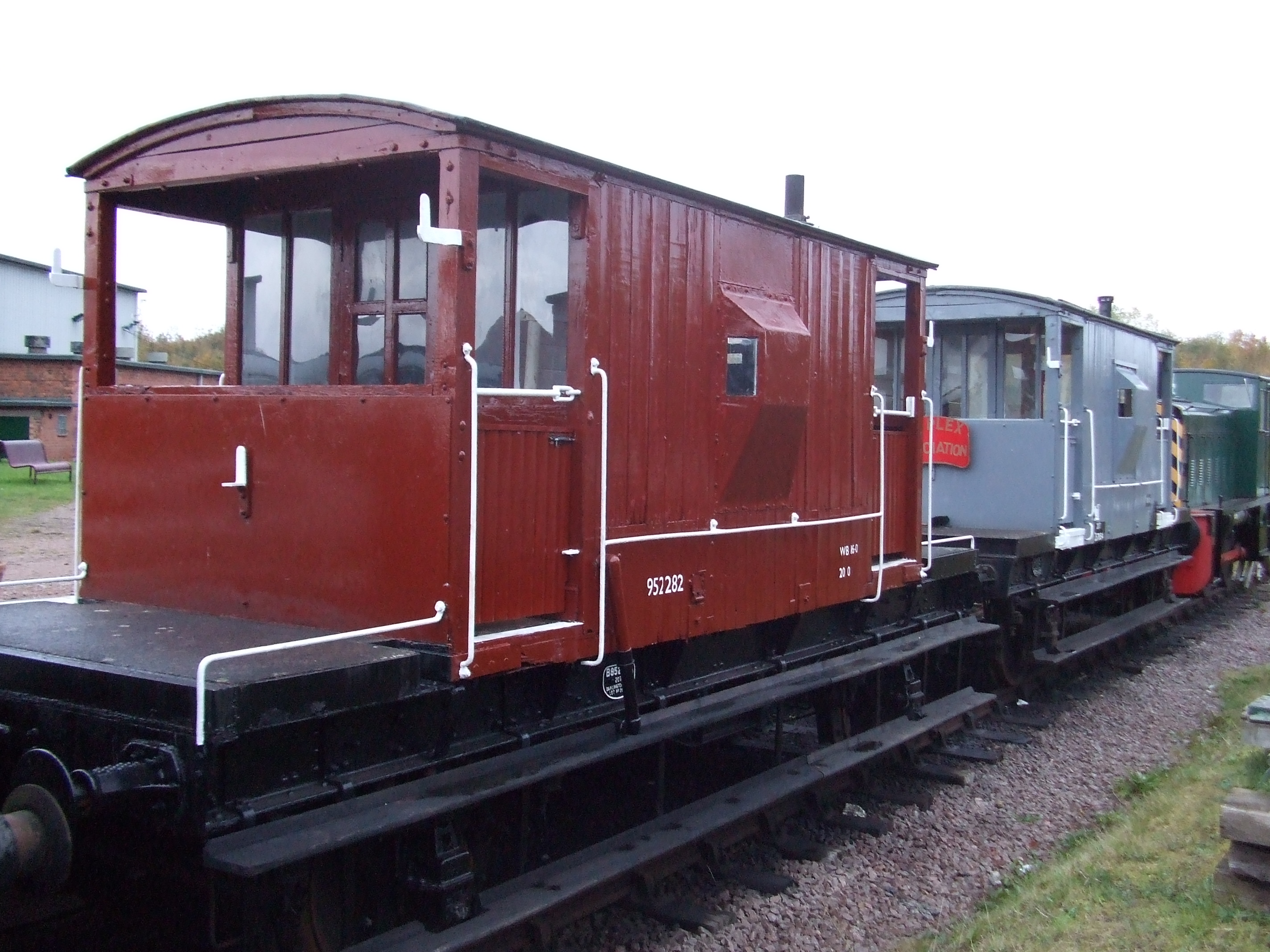
Barres de suport horitzontals i verticals (blanques) als costats d'uns vagons de tren britànics.

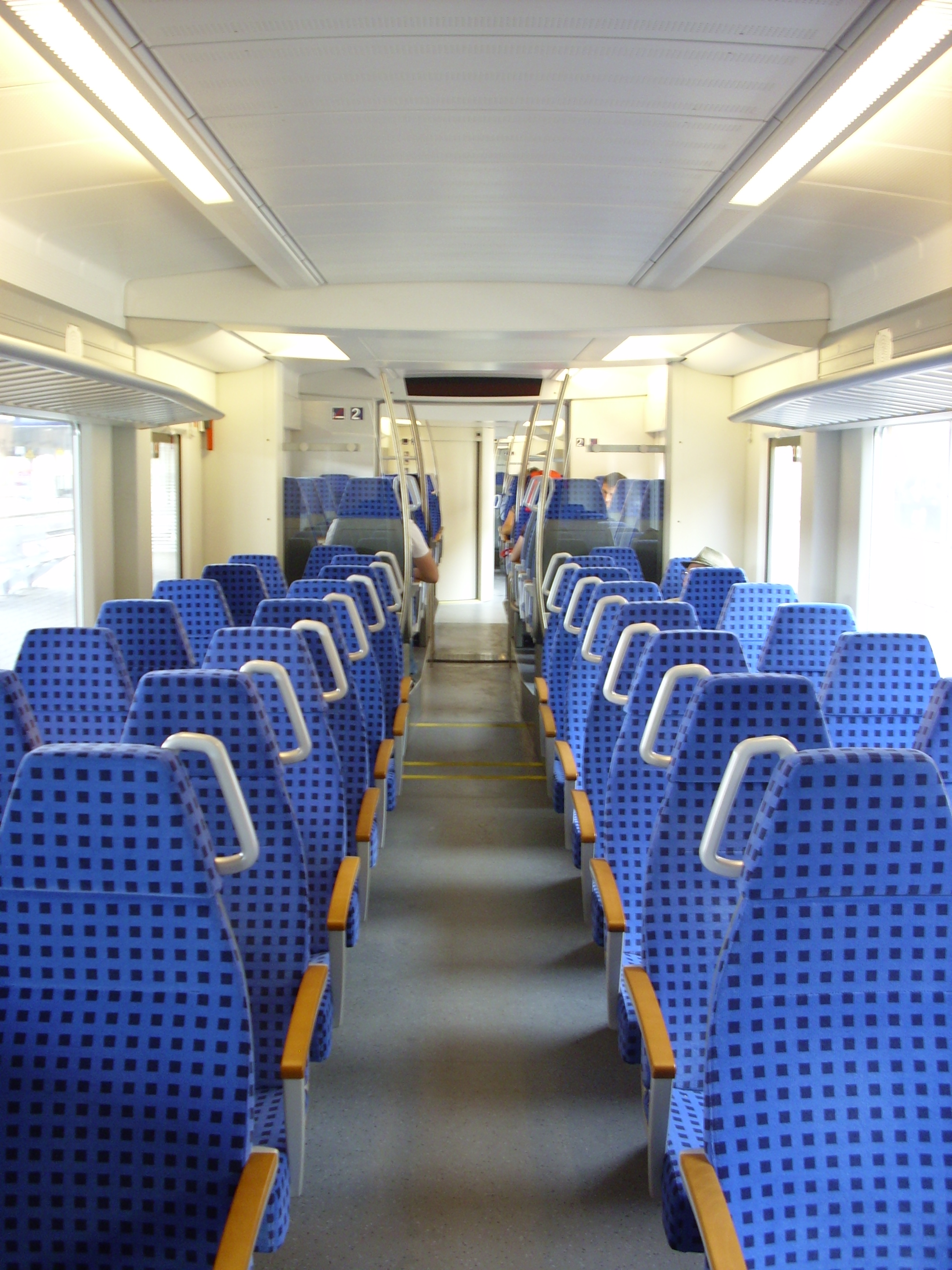
Anses de seguretat, d'un tren de rodalies per als passatgers asseguts

Les barres de suport de la indústria i de la construcció es troben en equips o per sobre d'escales fixes on existeixen els contraforts, però manquen altres mànecs. Es poden situar horitzontalment, verticalment o en un angle.
Quan s'utilitzen barres de suport com a dispositius de seguretat per evitar caigudes, la vostra millor elecció seria una barra horitzontal. Les investigacions científiques han trobat que la força de força és molt més gran utilitzant una barra horitzontal que una barra vertical en situació de caiguda. Això fa que les barres horitzontals siguin l'elecció més segura.
Les directrius de l'Administració de seguretat i salut en el treball (OSHA) descriuen els requisits per a la separació, el diàmetre i l'espaiament de les barres de suport a les escales fixes. Aquestes regulacions estableixen que la distància que hi ha a la part posterior de les barres de suport ha de ser com a mínim de 4 polzades, el diàmetre similar al dels escalons de l'escala i, quan és horitzontal, les barres de fixació han d'estar espaiades per una continuació de l'espai d'espiga. Només al 2008-2009, l'Oficina d'Estadístiques Laborals de l'USDOL va denunciar 241 víctimes de caigudes a les escales.
Les barres de suport (anses d'ajuda) de muntatge horitzontal poden anar collades o bé soldades a les baranes escales. Es poden muntar anses d'ajuda per accedir als terrats i a les portes del terrat.